# هتی وینستون
هتی وینستون (به انگلیسی: Hattie Winston) (زاده ۳ مارس ۱۹۴۵) بازیگر آمریکایی است.
از فیلم‌های معروف او می‌توان به بازی در فیلم با دیدلز آشنا شوید و نبرد شیکر هایتس اشاره کرد.